# Liste der Musikhochschulen in Polen
Dies ist eine Liste der Musikhochschulen (polnisch: uczelnie muzyczne) in Polen:
- Karol-Lipiński-Musikakademie Breslau
- Feliks-Nowowiejski-Musikakademie Bydgoszcz
- Stanisław-Moniuszko-Musikakademie Danzig
- Karol-Szymanowski-Musikakademie Kattowitz
- Musikakademie Krakau
- Grażyna-und-Kiejstut-Bacewicz-Musikakademie Łódź
- Ignacy-Jan-Paderewski-Musikakademie Posen
- Frédéric-Chopin-Universität für Musik Warschau